# Mariä Geburt (Bolanden)
Mariä Geburt ist die römisch-katholische Kirche der Ortsgemeinde Bolanden im Donnersbergkreis. Die auf dem Weitersberg gegenüber der Burg Neu-Bolanden an der Ausfallstraße nach Marnheim gelegene Kirche ist heute Filialkirche der Pfarrei Hl. Anna in Kirchheimbolanden im Bistum Speyer. Die Kirche bietet 220 Menschen Platz.

## Geschichte
Zu Beginn des 20. Jahrhunderts war Bolanden in der evangelischen wie der römisch-katholischen Kirche nach Kirchheimbolanden eingepfarrt. Die römisch-katholische Gemeinde in Bolanden strebte eine eigene Kirche an, das ungünstige Zahlenverhältnis von lediglich 300 Katholiken in der 1100-Einwohner-Gemeinde schien dies jedoch unmöglich zu machen. Im Jahr 1911 gründete sich ein Kirchbauverein, der Spenden für den Bau einer neuen Pfarrkirche für die Gemeinden Bolanden und Marnheim sammelte. Tatsächlich konnten bis 1920 insgesamt 30.000 Mark gesammelt werden, jedoch machte die Hyperinflation 1923 alle Bemühungen zunichte. Man gab aber nicht auf, sammelte erneut Spenden und konnte durch eine Spende eines Landwirts ein Grundstück am südlichen Ortsrand von Bolanden erlangen, das für die Kirche, das Pfarrhaus und den Pfarrgarten ausreichend bemessen war. Als am 10. Juli 1927 der Beschluss gefasst wurde, mit dem Startkapital von 20.000 Mark zuzüglich eines Kredits von 10.000 Mark zumindest mit dem Rohbau zu beginnen, steuerte das Bistum Speyer einen größeren Geldbetrag aus Kirchensteuermitteln bei, sodass mit dem Bau begonnen werden konnte.
Nach Erteilung der Baugenehmigung am 28. Mai 1929 begann der erste Spatenstich am 22. Juli, die Grundsteinlegung folgte am 25. August mit einer feierlichen Weihe durch Bischof Ludwig Sebastian aus Speyer. Am 12. Oktober 1930 wurde die Kirche schließlich feierlich eingeweiht.
1961 entstand in Längsrichtung hinter der Kirche das Pfarrhaus. Nach  Aufgabe der Pfarrstelle in Bolanden wird das Pfarrhaus inzwischen vermietet.
Bis zum 1. Januar 2016 war Bolanden Sitz einer Pfarrei  innerhalb der Pfarreigemeinschaft Kirchheimbolanden, zu der noch die Filiale Marnheim mit der 1966 errichteten Filialkirche Herz Jesu gehörte. Letztere wurde am 7. Dezember 2018 wegen Bauschäden profaniert. Mit der Strukturreform im Bistum Speyer wurde Bolanden Filialkirche der Pfarrei Hl. Anna in Kirchheimbolanden.